# NGC 4816
NGC 4816 este o galaxie lenticulară situată în constelația Părul Berenicei. A fost descoperită în 11 aprilie 1785 de către William Herschel. Se află la o distanță de 101,39 megaparseci de Pământ.